# Katedralen i Sevilla
Katedralen i Sevilla (spansk: La Catedral de Sevilla, fuldt navn: Catedral de Santa María de la Sede) er en romerskkatolsk katedral i Sevilla i spanske Andalusien. Det er den største gotiske katedral og den tredjestørste kirke i verden. Det er også den største katedral i verden da de to større kirker, Basílica do Santuário Nacional de Nossa Senhora Aparecida i Brasilien og Peterskirken i Rom, ikke er sæder for biskopper. Katedralen blev registreret i 1987 af UNESCO som et sted indenfor verdensarven, sammen med paladset Alcázar i Sevilla og Archivo General de Indias, også i Sevilla.
Efter at katedralen blev færdiggjort tidligt 1500-tallet, har katedralen i Sevilla fortrængt Hagia Sophia i tidligere Konstantinopel som den største katedral i verden, en titel den byzantinske kirke havde i næsten tusind år. Hagia Sophia i det nuværende Istanbul blev besat af muslimerne og lavet om til en moské. Katedralen i Sevilla er Christoffer Columbus' gravsted. Ærkebiskoppens palads er lokaliseret i den nordøstlige del af katedralen.